# ТВД-20
ТВД-20 — советский турбовинтовой двигатель “перевёрнутой” схемы (турбина с выхлопом спереди, компрессор сзади). Двигатель создавался в СССР в рамках ремоторизации самолёта Ан-2 на Омском моторостроительном конструкторском бюро ОКБ-29 в конце 70-х годов 20-го века. Двигатель выпускался малой серией.

## Конструкция
ТВД-20 имеет 7-ступенчатый осевой компрессор, кольцевую камеру сгорания с вращающейся форсункой, осевую двухступенчатую свободную турбину. Система управления электронная с резервной гидромеханической частью. Имеются электронная система диагностики и контроля, встроенный измеритель крутящего момента.

## ТТД
Режим максимальной чрезвычайной мощности
- Мощность на валу винта, кВт (л.с.) не менее - 1140 (1550)
- Частота вращения ротора газогенератора, мин -¹ - 30 800±320
- Расход топлива, кг/ч, не более - 357

Режим взлётной мощности
- Мощность эквивалентная, э. кВт (э. л. с.), не менее - 1052 (1430)
- Мощность на валу винта, кВт (л. с.), не менее - 1011 (1375)
- Частота вращения ротора газогенератора, мин -¹ () - 29 850±320 (93,4±1,0)
- Частота вращения вала винта, мин -¹ (%) - 1590±33 (75,5±1,6)
- Расход топлива, кг/ч, не более - 330
- Удельный расход топлива отнесённый к эквивалентной мощности кг/кВт·ч( кг/(э. л. с.)·ч) - 0,313 (0,230)

## Модификации
- ТВД-20-01 — базовая модель, использовался на самолётах Ан-3.
- ТВД-20-01Б — использовался на Ан-3Т.
- ТВД-20-01БМ — использовался на Ан-3Т-200
- ТВД-20М — вариант со свободной турбиной и тормозом винта.
- ТВД-20В — имеет модульную конструкцию и  пылезащитное устройство. Компрессор центробежный двухступенчатый. Предназначен для установки на многоцелевых вертолётах.
- ТВД-20-03 — создан на базе газогенератора двигателей ТВД-10Б и ВСУ-10. Имеет перевёрнутую компоновку – выхлопное устройство и вывод мощности спереди (по полёту),  а входное устройство сзади. Предназначен для установки на самолёт Ан-38.
- ТВД-20-03Б — использовался на Ан-38-200